# Kickxia heterophylla
Kickxia heterophylla är en grobladsväxtart. Kickxia heterophylla ingår i släktet spjutsporrar, och familjen grobladsväxter.

## Underarter
Arten delas in i följande underarter:
- K. h. canariensis
- K. h. heterophylla
- K. h. subsucculenta